# 聖救主主教座堂 (蒙特利爾)
聖救主主教座堂（Saint Sauveur Melkite Greek Catholic Cathedral）是默基特希臘禮天主教蒙特婁聖救主教區的主教座堂，位于加拿大魁北克省蒙特利尔，De l'Acadie Boulevard大道10025号。
该堂由Gagnier et Villeneuve Architectes设计，兴建于2006至2007年，在2007年10月28日祝圣，可容纳746人。